# Beaumont-en-Auge
Beaumont-en-Auge és un municipi francès situat al departament de Calvados i a la regió de Normandia. L'any 2007 tenia 459 habitants.

## Demografia

### Població
El 2007 la població de fet de Beaumont-en-Auge era de 459 persones. Hi havia 180 famílies de les quals 40 eren unipersonals (12 homes vivint sols i 28 dones vivint soles), 84 parelles sense fills, 48 parelles amb fills i 8 famílies monoparentals amb fills.
La població ha evolucionat segons el següent gràfic:
Habitants censats

### Habitatges
El 2007 hi havia 311 habitatges, 187 eren l'habitatge principal de la família, 97 eren segones residències i 27 estaven desocupats. 276 eren cases i 32 eren apartaments. Dels 187 habitatges principals, 127 estaven ocupats pels seus propietaris, 54 estaven llogats i ocupats pels llogaters i 6 estaven cedits a títol gratuït; 1 tenia una cambra, 6 en tenien dues, 38 en tenien tres, 54 en tenien quatre i 88 en tenien cinc o més. 119 habitatges disposaven pel capbaix d'una plaça de pàrquing. A 99 habitatges hi havia un automòbil i a 83 n'hi havia dos o més.

### Piràmide de població
La piràmide de població per edats i sexe el 2009 era:
| Homes | Edats   | Dones |
| ----- | ------- | ----- |
| 0     | 95 o +  | 0     |
| 0     | 90 a 94 | 0     |
| 0     | 85 a 89 | 8     |
| 4     | 80 a 84 | 0     |
| 8     | 75 a 79 | 8     |
| 12    | 70 a 74 | 4     |
| 12    | 65 a 69 | 28    |
| 8     | 60 a 64 | 12    |
| 12    | 55 a 59 | 0     |
| 8     | 50 a 54 | 20    |
| 24    | 45 a 49 | 16    |
| 12    | 40 a 44 | 12    |
| 12    | 35 a 39 | 24    |
| 28    | 30 a 34 | 28    |
| 24    | 25 a 29 | 16    |
| 12    | 20 a 24 | 8     |
| 8     | 15 a 19 | 12    |
| 12    | 10 a 14 | 32    |
| 20    | 5 a 9   | 32    |
| 16    | 0 a 4   | 12    |

## Economia
El 2007 la població en edat de treballar era de 305 persones, 228 eren actives i 77 eren inactives. De les 228 persones actives 208 estaven ocupades (109 homes i 99 dones) i 20 estaven aturades (7 homes i 13 dones). De les 77 persones inactives 37 estaven jubilades, 15 estaven estudiant i 25 estaven classificades com a «altres inactius».

### Ingressos
El 2009 a Beaumont-en-Auge hi havia 186 unitats fiscals que integraven 452 persones, la mediana anual d'ingressos fiscals per persona era de 17.757 €.

### Activitats econòmiques
Dels 35 establiments que hi havia el 2007, 1 era d'una empresa extractiva, 1 d'una empresa alimentària, 3 d'empreses de fabricació d'altres productes industrials, 7 d'empreses de construcció, 5 d'empreses de comerç i reparació d'automòbils, 2 d'empreses de transport, 4 d'empreses d'hostatgeria i restauració, 2 d'empreses d'informació i comunicació, 1 d'una empresa financera, 2 d'empreses immobiliàries, 3 d'empreses de serveis, 2 d'entitats de l'administració pública i 2 d'empreses classificades com a «altres activitats de serveis».
Dels 13 establiments de servei als particulars que hi havia el 2009, 1 era una oficina de correu, 1 taller de reparació d'automòbils i de material agrícola, 3 paletes, 1 guixaire pintor, 1 fusteria, 2 lampisteries, 1 perruqueria, 2 restaurants i 1 agència immobiliària.
L'únic establiment comercial que hi havia el 2009 era una fleca.
L'any 2000 a Beaumont-en-Auge hi havia 11 explotacions agrícoles que ocupaven un total de 320 hectàrees.

## Equipaments sanitaris i escolars
El 2009 hi havia una escola elemental integrada dins d'un grup escolar amb les comunes properes formant una escola dispersa.

## Poblacions més properes
El següent diagrama mostra les poblacions més properes.